# Línguas algonquinas orientais
As línguas algonquinas orientais são um subgrupo de idiomas da família algonquina, que por sua vez pertence à família álgica. Antes do contato com os europeus, o algonquino oriental consistia de dezessete ou mais idiomas que ocupavam territórios contíguos na costa atlântica da América do Norte além de áreas adjacentes no seu interior, desde as províncias marítimas do Canadá até a Carolina do Norte. Diversas das línguas algonquinas orientais já estão extintas, e a informação disponível a respeito das línguas específicas varia amplamente. Algumas são conhecidas apenas a partir de um ou dois documentos que contêm palavras e frases reunidas por missionários, exploradores ou colonos, enquanto outros documentos contêm evidências fragmentárias sobre mais de um idioma ou dialeto.
As línguas algonquinas formam um subgrupo genético independente dentro da família algonquina. As línguas algonquinas orientais foram teorizadas como sendo descendentes do proto-algonquino oriental, um idioma comum intermediário que é por sua vez descendente do proto-algonquino Dois outros grupos de línguas algonquinas também são reconhecidas, o algonquino da Planície e o algonquino central; estes termos de conveniência utilizam referências geográficas, e não se referem a subdivisões genéticas.